# ديمتريوس فبريسوس
ديمتريوس فابريسيوس باشا (باليونانية: ديميتريوس فاڤركيوس Dimitrios Favrkios Pasha؛ بالإنجليزية: DIMITRIUS FABRICIUS PASHA؛ (1848 - 3 مارس 1907 في بيته في بولاق)، مهندس معمارى يوناني من أصل ألماني، عمل كمدير القصور الخديوية، وخلفه أنطونيو لاشياك.
ولد في جزيرة سيرا Syra، إحدى جزر الكيكلادس، في بحر إيجة. هاجر إلى مصر حيث عُين معمارياً لدى الخديوي عباس حلمي الثاني. توفي في 3 مارس 1907 في منزله في بولاق، ودفن في مقبرة الأرثوذكس اليونانيين في القاهرة القديمة.

## أشهر أعماله

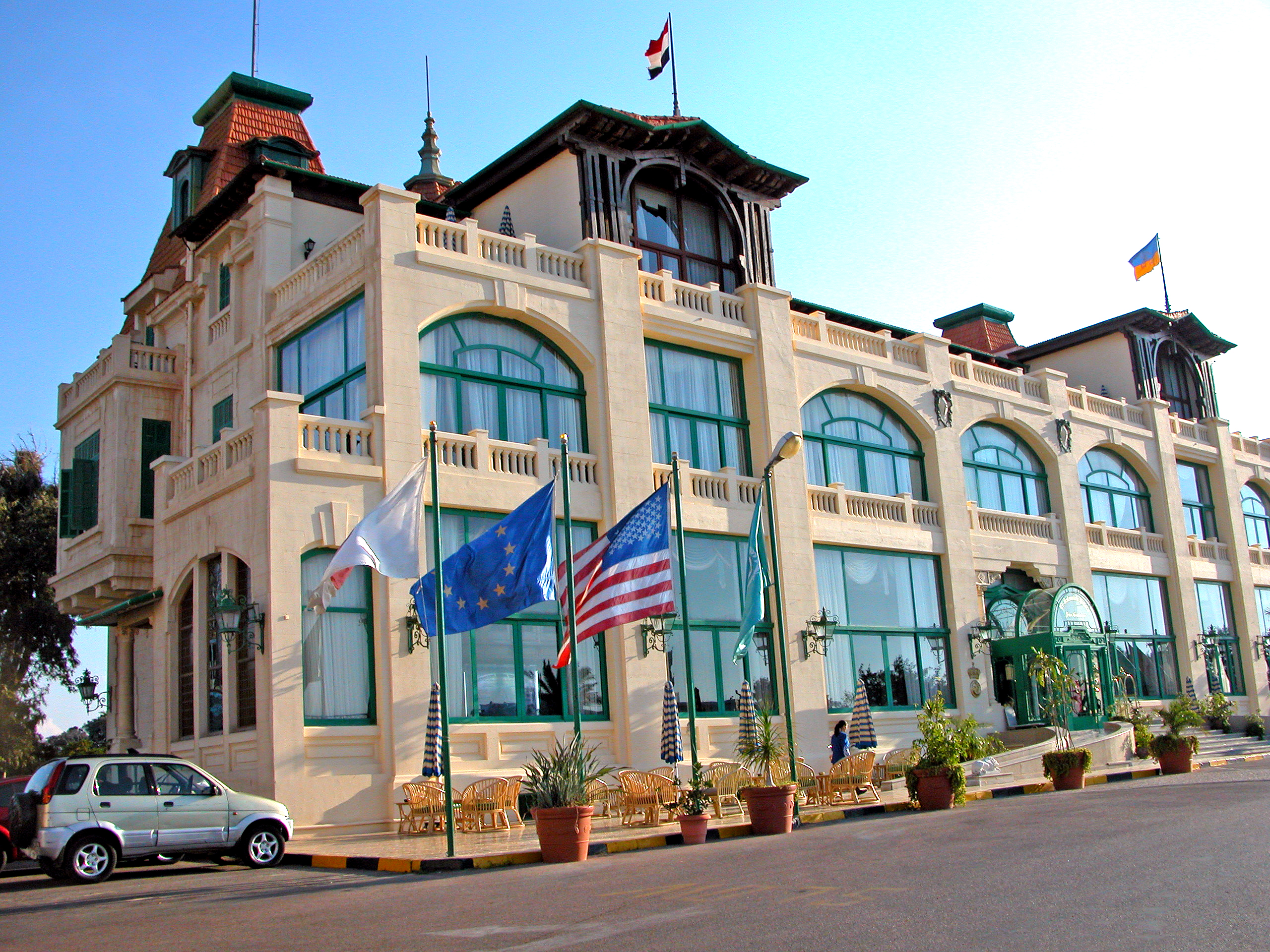
قصر السلاملك بالإسكندرية

- ترميم قصر عابدين بعد الحريق الكبير سنة 1891.
- قصر السلاملك بالمنتزه، الإسكندرية سنة 1892.
- مبنى البنك الأهلي المصري شارع شريف باشا،القاهرة سنة 1903.
- تعديلات على قصر عابدين.
- لوكاندة سافوى كونتنينتال ميدان الأوبرا، القاهرة.
- مبنى البنك الزراعي.
- مبنى كلية جوردون التذكارية، الخرطوم.

## كتاباته
- كتاب عن تحديث القاهرة Modernization of Cairo ويضم رسوماً ومخططات لتحديث قاهرة القرن التاسع عشر. كما يضم ذلك الكتاب صورة لافتتاح شارع الهرم.